# 18548 Крістоффель
18548 Крістоффель (18548 Christoffel) — астероїд головного поясу, відкритий 10 січня 1997 року.
Тіссеранів параметр щодо Юпітера — 3,414.